# Слобозія (Кордерень, Ботошань)
Слобозія (рум. Slobozia) — село у повіті Ботошані в Румунії. Входить до складу комуни Кордерень.
Село розташоване на відстані 397 км на північ від Бухареста, 27 км на північ від Ботошань, 118 км на північний захід від Ясс.